# Сивак, Борис Гордеевич
Борис Гордеевич Сивак — советский хозяйственный и политический деятель.

## Биография
Родился в 1913 году. Член КПСС.
Окончил Харьковский механико-машиностроительный институт.
В 1933—1943 гг. — техник тракторного завода, заместитель механика цеха, мастер, механик цеха тракторного завода.
В 1943—1952 гг. — партийный и профсоюзный работник.
В 1952—1965 гг. — заместитель начальника ТЭЦ, заместитель директора, директор Минского тракторного завода.
В 1965—1981 гг. — заместитель министра тракторного и сельскохозяйственного машиностроения СССР 

Избирался депутатом Верховного Совета СССР 6-го созыва. Делегат XXII съезда КПСС.
Умер в 1988 году в Москве, похоронен на Кунцевском кладбище.

## Награды
- Орден Ленина (25.08.1971)